# 보도연맹 학살 사건
국민보도연맹 학살(國民保導聯盟虐殺)은 1950년 6.25 전쟁 중에 대한민국 국군·헌병·반공단체가 국민보도연맹원과 양심수 등 공식적으로 확인된 4,934명을 포함하여, 10만 명에서 120만 명의 민간인을 살해한 학살 사건이다. 보도연맹원 학살 사건이라고 불린다. 미군도 민간인 집단 학살 현장에 개입하였다. 오랜 기간 동안 대한민국 정부가 철저히 은폐 및 금기시하여 보도연맹의 존재 자체가 잊혀졌었지만, 1990년대 말 전국 각지에서 학살 피해자의 시체가 발굴되면서 실존한 사건임이 확인되었다. 2009년 11월 진실화해를위한과거사정리위원회를 통해 정부는 국가기관에 의해 민간인이 희생되었다는 것을 확인했다고 밝혔다. 당시 이승만 정부의 최고위층은 전황이 불리해지자 잠재적인 공산주의자를 대량학살하기로 결정했다(예방적 폭력).

## 사건 내용

### 보도연맹의 조직과 특징
국민보도연맹은 1949년 6월 5일 좌익 계열 전향자로 구성됐던 반공단체 조직이다. 1948년 12월 시행된 국가보안법에 따라 ‘극좌 사상에 물든 사람들의 사고를 전향하여 이들을 보호하고 인도한다’는 취지, 즉 국민의 사상을 국가가 통제하려는 목적으로 결성되었다. 일제강점기때 친일 전향 단체였던 대화숙을 본떠서 만든 조직체 보도연맹은 ‘대한민국 정부 절대 지지’, ‘북한 정권 절대 반대’, ‘인류의 자유와 민족성을 무시하는 공산주의사상 배격 · 분쇄‘, ‘남로당, 조선 로동당 파괴정책 폭로 · 분쇄’, ‘민족진영 각 정당 · 사회단체와 협력해 총력을 결집한다’는 주요 강령 내용 등을 내세워 철저히 반공주의 강령으로 삼았었다. 국민보도연맹 외견상 민간단체 성격을 띄었으나, 조직체제를 보면 총재직은 내무부 장관을 역임했던 김효석이 맡았고, 고문으로는 신성모국방장관, 지도위원장에는 이태희 서울지검장 등이 맡았다. 각종 장관이 국민보도연맹 요직을 맡았다는 것을 감안한다면, 민간단체보다 관제 단체에 가까웠다.

### 보도연맹원 가입

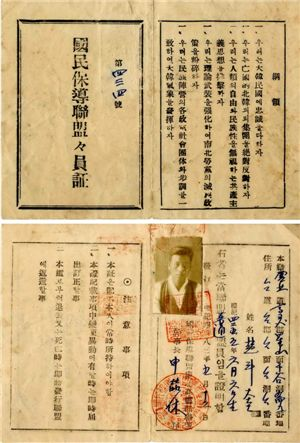
국민보도연맹증(앞·뒷면)

공산주의 확산을 막는다는 명분으로 제정된 국가보안법의 시행에 따라, 1949년 말에는 전국 가입자가 30만 명에 달했고, 서울만 해도 2만 명에 이르렀다. 표면적으로 보도연맹 모집은 좌익 낙인이 찍힌 사람이 대상이었으나, 실제로 공무원의 건수 올리기 실적주의 때문에 가입을 강요받은 경우가 많았으며, 지역별 할당제였기 때문에 사상범이 아님에도 등록되곤 하였다. 당시 대한민국 제1공화국 정부는 좌익을 전향시키기 위한 공작으로 '국민보도연맹'에 편입하였다고 변명하지만, 실상은 '남북협상'에 참가한 우파 정당(한국독립당)과 중도파, 심지어 미군 철수를 주장한 소장파 국회의원마저 가입하도록 강제하는 경우가 많았다.
당시 치안검사였던 선우종원은, “연맹원 모집은 주로 좌익 경험이 있는 자들이나, 사상범(양심수)을 대상으로 하였다.”고 주장했지만, 실제로는 관련이 없는 사람이 많았다. 이를테면, 가족 중 월북자 혹은 남로당원이 있다는 이유로 강제로 가입한 경우도 많았고, 평범한 농부에게 고무신과 비료를 제공하는 조건으로 가입 도장을 받아가는 일이 비일비재했다. 공무원들이 실적을 높이기 위해 "보도연맹에 가입하면 쌀, 식량 등을 배급한다" 하고 선전하였고, 실제로 배급이 원활하게 이루어졌기 때문에 사상에 관계없이 식량 배급을 받기 위하여 등록한 양민이 많았다. 최근, 보도연맹 가입은 공무원의 '실적주의'와 '반(半) 강제' 때문에 이루어졌다는 증거가 많이 나오고 있다. 심지어 10대 중·고교생도 보도연맹에 가입하였다는 것이 밝혀졌다.
면책 약속과 달리, 일단 국민보도연맹에 가입하면 시시때때 소집되어 기합과 체벌을 받으면서 반공 교육을 이수해야 하였다. 불참하면 주변 사람까지 피해를 입기 때문에 꼼짝 없이 당해야만 했다.
그 밖에 예술·문학 인사도 다수 국민보도연맹에 반강제적으로 가입하였는데, 대표적으로 황순원, 백철, 김기림, 김용환, 정지용 등이 있다.

## 학살 전개

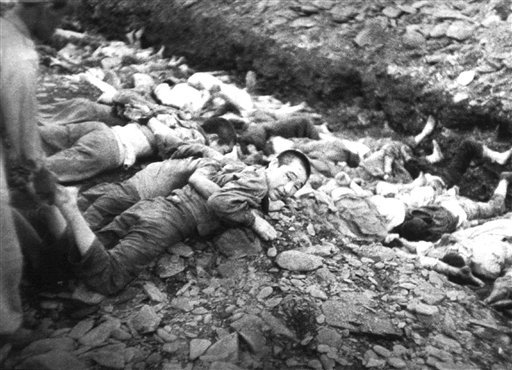
한국전쟁 당시 1800명의 보도연맹원, 정치범이 학살된 대전형무소.

1950년 6월 25일에 북한이 전격적으로 침입하여 한국전쟁이 발발했을 때, 이승만은 초기 후퇴 과정 중 '보도연맹에 가입한 자들이 조선 인민군이 점령한 지역에서 협조할 것'이라고 의심하였다. 대한민국 정부와 국군(특히 헌병대), 경찰, 그리고 교도관마저 보도연맹원과 양심수가 북한과 내통하고 후방에서 배신할 수 있는 존재라고 생각하고 우려함으로써, '북한군에 아직 점령되지 않고, 확보해두고 있는 남부 지역'의 보도연맹원을 무차별 검속하고 즉결처분하기 시작하였다. 주체는 육군특무대(CIC)와 헌병이었다. 경기도 이천시에서 군복을 입고 경찰 마크를 붙인 사람들이 국민 보도연맹원 100명을 총살하였고, 대전 교도소에서 3,000여 명이 처형 당하는 등 전국에서 무차별적으로 학살하였다. 특히 후방이었던 경상도 일대의 피해가 심각하였다. CIC는 산 골짜기, 우물, 갱도 등에 모아 한꺼번에 총살하였다. 보도연맹 학살은 조선인민군 점령 지역에서 일어난 극좌 세력에 의한 보복학살의 원인이 되었다.
국민보도연맹 조직은 없어졌지만, 얼마나·어디서·어떻게 죽었는지 정확히 알 수 없다. 추측만 있을 뿐, 정확한 수치 확정이 이루어지지 않고 있다. 한국전쟁 발발과 동시에 헌병과 검찰이 '예비검속 및 예방학살' 명분으로 이들을 살해한 후 자신들의 잘못을 철저히 은폐하고 금기시하였기 때문이다. 비록 학살이 진행된 와중 운 좋게 목숨을 부지한 사람, 살아있는 유가족도 많았지만, 오랫동안 아무도 대놓고 말을 꺼낼 수 없었다. 학살의 실체를 밝히는 것은 곧 '나도 빨갱이로 몰려 감옥에 끌려가거나 국가권력에 살해될 수 있다'는 사실을 의미하기 때문이었다. 따라서 한국전쟁 때 학살된 보도연맹원이 정확히 몇 명인지 알 수 없다.

### 청소년 학살
2009년 12월 29일 진실화해위원회가 작성한 '국민보도연맹 사건 진실규명 결정 및 불능 결정서'에 따르면 1950년 당시의 보도연맹 사건을 조사한 결과 확인된 희생자 77명 가운데 10대가 2명인 것으로 공식 확인됐다. 결정서에 따르면 1950년 7월과 8월 사이 경남 창원군 진전면의 고 이양순(32년생)군은 진전지서로 소집된 뒤 희생됐고, 당시 마산중학교 4학년이던 고 송규섭(34년생)군도 같은해 7월 해군 방첩대 요원에게 연행돼 행방불명 된 것으로 확인됐다.

### 홍성 담산리 학살
한국 전쟁이 발발한 1950년 6월 25일부터 홍성 지역에서 경찰이 철수한 7월 11일간 지역 내 보도연맹원 100여명은 특무대와 경찰에 의해 학살되었다. 또한 1950년 10월 8일 광천읍 담산리 마을에서는 인민군 점령기에 부역했다는 이유로 치안대가 민간인 36명을 유치장에 구금한 뒤 집단 학살해 매장했고, 오서산과 광천 독배 등 여러 곳에서 집단 학살을 자행했다. 이후 2015년 11월 15일 홍성군 광천읍 담산리 산 29번지 담산리 폐광에서 한국전쟁기 민간인학살 유해발굴 공동조사단이 시굴조사를 실시해 유해 2구를 발굴했으며, 2016년 2월 24일부터 3월 5일까지 제3차 유해발굴조사를 실시해 최소 21구의 유해를 발굴했다. 폐광 안쪽에서 유해를 발굴할 것으로 생각한 조사단의 추정과 달리 입구에서부터 유해가 발굴되었으며, 발굴된 유해의 두개골에서 M-1 소총 탄두가 발견되거나 대퇴부가 총탄에 의해 훼손된 점으로 보아 총기류에 의해 사망한 것으로 추정되었다. 그러나 탄피가 발견되지 않아 다른 곳에서 처형한 뒤 옮긴 것으로 보였다.

## 사건 진상 조사

### 제2공화국정부의 진상조사 노력
4.19 혁명 직후 전국에서 보도연맹 학살 당한 희생자 유족들의 분노 여론이 들끓어오르자, 대한민국 제4대 국회(제2공화국)에서는 '양민학살사건의 진상조사특위'를 구성하여 가장 많이 학살당한 지역인 경상남도와 경상북도등 학살현장을 돌며 실태조사를 벌였고, 정부에 진상조사와 피해배상을 촉구하는 대정부 건의문을 채택했다. 또 각 지역에서 합동위령제가 올려지자, 장면 총리는 보도연맹 학살 희생자들에 대한 조화와 부조금을 보내어 조의를 표하기까지 했다. 그러나, 이듬해 터진 1961년 5.16 군사 쿠테타는 모든 것을 원점으로 돌려놓고 말았다. 쿠테타 군부세력은 '소급법'을 만들어 보도연맹 학살 희생자들의 혈육의 유골을 수습한 유족들을 '빨갱이'로 몰았고, '혁명재판'이라는 이름하에 유족들의 목소리를 묵살했다. 이후 군사독재정권은 유족들을 '요시찰 대상'으로 지목,규정하여 항시 감시하고 이들 유족들을 연좌제를 적용해 오랫동안 유족들을 옥죄었다. 또 학살과 관련한 정부기록을 모두 소각해버려 진상을 철저히 은폐해버려 오랫동안 대한민국에서 '보도연맹'이라는 존재는 철저하게 금기시해버렸다.

### 진실·화해를위한과거사정리위원회의 진상조사

#### 유골 발굴
진실화해위원회는 유해 발굴 대상지 선정 후 용역을 의뢰, 2007년 5월부터 약 4개월에 걸쳐 6·25전쟁 전후 민간인 집단희생사건과 관련된 전국 4곳의 유해매장 지역의 유해발굴을 진행했다. 유해 발굴 대상지는 전남 구례 봉성산, 대전 산내 골령골, 충북 청원 분터골, 경북 경산 코발트광산 등 4곳이다. 유해발굴 조사단이 발굴한 유품은 집단학살에 사용된 것으로 추정되는 M1·칼빈 소총 탄알과 탄피, 수갑, 삐삐선 등이었으며 민간인으로 추정되는 희생자의 신발과 단추 등도 발굴했다. 또 조사단은 4개 지역 발굴지의 사건 목격자, 유족, 참고인들에 대한 구술조사를 실시해, 모두 40여명 이상의 구술증언을 기록했다. 유품으로 추정되는 물품만 발굴되었을 뿐, 실제로 발굴된 유해는 전무.

#### 이승만 정부의 전국적인 대량학살
2007년에는 당시 보도연맹원 학살이 '이승만 당시 대통령의 명령에 따른 것'이라는 증언이 당시 보도연맹 학살을 자행한 헌병출신 가해자의 증언을 통해 처음으로 나왔다. 헌병대 간부였던 김 아무개씨는 2007년 민간인 학살 진살규명 충북대책위 기자회견에서 “남로당 계열이나 보도연맹 관계자들을 처형하라.”는 이승만 당시 대통령의 지시가 있었다는 증언을 했다. 또한 보도연맹 집단학살에 헌병대가 깊숙이 개입했다는 사실도 최초로 확인됐다. 보도연맹원 학살이 국가 차원의 치밀한 계획 하에 이뤄졌음을 말해준다. 결국 보도연맹원 학살은 광신적인 반공주의 정권이었던 이승만 정부가 ‘국민’으로서 충성서약을 한 보도연맹원들은 전쟁이라는 비상 상황 하에서 국민은커녕 적으로 간주하여 학살한 조직적인 국가범죄였던 것이다.
진실화해위원회는 2007년11월 27일, 울산지역 보도연맹 사건을 '1950년 8월, 군인과 경찰에 의해 울산지역 보도연맹원등 예비검속자 407명이 10여차례에 걸쳐 경상남도 울산군 온양면 운화리 대운산 골짜기와 청량면 삼정리 반정고개에서 집단 총살된 사건'으로 진실규명을 결정한 바 있다.
2009년 11월 26일, 진실 화해를 위한 과거사 정리위원회는 기자회견을 열고 '6·25 전쟁기간동안 대한민국정부 주도로 국민보도연맹원 4,934명이 희생된 사실을 확인했다.'고 발표했다. 이어서 확인된 희생자 수만 4,934명으로 거의 정확하게 희생자 수가 밝혀진 울산·청도·김해 지역은 보도연맹원 가운데 30~70%가 학살됐고, 각 군 단위에서 적게는 100여명, 많게는 1,000여명이 살해된 것으로 추정된다고 밝혔다. 진실화해위 관계자는 "인민군에 점령되지 않은 경남과 경북 일부 지역의 희생자가 가장 많았으며 국군이 후퇴하는 길목이었던 충청도 청원지방에서도 많은 희생자가 나온 것으로 밝혀졌다"고 말했다. 이어서 경찰이 창고 등에 구금된 보도연맹원을 외딴곳으로 끌고 가 구덩이를 파게 한 뒤 일렬횡대로 세우고 총살한 사례가 많았으며 군산 등지에서는 전황이 급박해 창고에 갇혀 있는 사람들에게 기관총을 발사한 예도 있었다고 밝혀냈으나, 보도연맹원의 체포와 사살명령을 내린 주체에 대해서는 오랜 시간이 지나 확인할 수 없었다고 밝혔다. 다만, '당시 경찰 사찰계나 육군 방첩대는 가장 정치적인 기관이었던 점을 고려할 때 정부의 최고위층 어떤 단위에서 보도연맹원의 체포와 사살을 명령한 것으로 추정된다.'고 진실화해위는 밝혔다. 또한, 당시 보도연맹 사건에 관련된 사진자료를 통해 미군이 민간인 집단학살 현장에 개입했음을 짐작할 수 있다며, 한국전쟁 전후 민간인 집단학살에 미군들이 단순 개입했는지 아니면 조직적으로 개입했는지 밝혀내야 한다고 강조하고 있다.

#### 조사 종결
진실화해위원회에서 보도연맹사건에 대한 진상조사 및 여러 가지를 밝혀내었으나, 학살을 지시한 명령 체계 등 사건의 전말을 규명하지 못한 채, 국민보도연맹 사건에 대한 위원회 조사는 2009년 11월 26일로 사실상 종결되고 말았다.

## 유족들의 법정 소송
울산지역 보도연맹 사건으로 희생된 유가족 508명이 국가를 상대로낸 손해배상 청구 소송하였다. 1심 재판부 모두 '보도연맹 사건은 불법행위로 국가에서 손해배상 청구권'의 시효를 내렸으나, 정부의 항소심에서 2009년 8월 19일, 고등법원은 '손해배상 청구권 소멸시효가 1955년 이미 완성돼 국가에 손해배상 책임이 없다'며 국가의 배상책임을 인정한 원심을 깨고 원고 패소 판결했다.
유족들은 이에 항소하였는데, 2011년 6월 30일 대한민국 대법원은 한국 전쟁 때 극좌로 몰려 총살당한 울산보도연맹 회원 유족이 국가를 상대로 제기한 손해배상 청구소송에서 원고 패소로 판결한 2심 판결을 깨고 사건을 서울고법으로 돌려보냈다. 대법원은 "여태까지 처형자명부 등을 3급 비밀로 지정, 진상을 은폐한 피고가 이제와서 뒤늦게 원고들이 집단학살의 전모를 어림잡아 미리 소를 제기하지 못한 것을 탓하는 취지로 소멸시효 완성을 주장한 것은 현저히 부당하다"고 지적했다.

## 학살에 저항한 사람들

### 충북 영동군 김춘옥, 김노헌 부부
보도연맹원 학살 당시 양심에 따라 학살에 저항한 사람들이 있었다. 보도연맹원 학살이 있었던 1950년 김춘옥(86), 김노헌(당시 39살·1963년 작고)부부는 충북 영동군 용산면에서 경찰의 보도연맹원 학살로 죽음이 임박한 사람들을 도왔다. 김춘옥, 김노헌 부부는 운영하던 양조장 즉, 술을 빚는 곳이 군수·서장 따위 관내 기관장이 이 지역을 방문하면 들를 정도로 유명한 곳임을 이용해서 마을 공동 가마니 창고에 갇혀 죽음을 기다리고 있었던 50여명을 탈출시켰다. 당시 39세이었던 김노헌씨는 영동경찰서 용산지서 경찰들에게 술과 부인 김춘옥 씨가 서둘러 잡은 19마리의 닭고기로 대접하여 헛소리를 할 정도로 취하게 한 다음, 탈출시켰다. 당시 26세였던 김춘옥 씨의 증언은 이러하다.
| “ | "그렇게 술 취해서 모두, 막 헛소리하는 사람들은 인제 술이 많이 취한 사람들이지. 그렇게 인제 뭐를 사러 간다고 그 양반(남편)이 나가서, 그 자물통을, 그 사람들(경찰)이 잠가서, 그 사람들이 열쇠를 가지고 있잖아요. (그래서) 드라이버로 빼고, 그 사람들을 다 얼른 나가라고, 여기 있으면 죽는다고. 그때 다 총살시킨다고 했거든요." | ” |

혹시 탈출시킨 것을 눈치챌까봐서 김노헌씨는 그냥 못질을 해서 놔두었는데, 다행히 경찰들이 정신이 없던 터라 보도연맹원들이 도로 잡혀와서 학살당한 일은 없었다.

### 충북 영동의 이섭진 용화지서장
충북 영동의 이섭진 용화지서장(당시 29살·1989년 작고)은 부인 박청자 씨(당시 29살·1979년 작고)가 "죄없는 사람을 죽일 것이냐"라며 설득하여 보도연맹 주민 40~50명을 놓아주었다. 이 일로 그는 1961년 비위경찰로 몰려 경찰일을 더 이상 하지 못하게 될 때까지 변두리에서만 일해야 했고 그나마도 감시를 당했다. 이후 3년간 옥천에서 광산 관리자로 일한 이후로는 직업을 갖지 못했다. 자신의 양심때문에 스스로 고난의 길을 걸어간 것이다. 하지만 이섭진씨가 영동에 돌아왔을 때 마을 주민들이 환영대회를 열어주고, 돈을 스스로 거둬 감사비가 세워질 만큼 지역공동체에서는 대단한 존경을 받았다.

## 보도연맹 사건에 관한 논쟁
일부 단체에서는 ‘보도연맹에 대해 가장 우려한 부분은 위장 전향 내지 비전향 극좌세력들이 유사시에 보도연맹 조직을 악용해 반정부적 활동을 취하는 것.’이라고 주장하면서 보도연맹원 학살을 '반정부활동을 막기 위한 어쩔 수 없는 사건'으로 정당화한다. 실제로 인민군 서울 점령 치하 당시 보도연맹원들이 인민재판을 열어 일부 극우인사를 살해했던 것은 사실이다. 그 예를 들어서, 인민군 서울점령 치하 당시, 인민재판을 주도한 이는 전향 후 보도연맹의 명예 간사장을 맡고 있던 정백을 들을 수 있다. 그는 서울이 인민군에 함락되자 즉시 극좌로 돌아서 극우 인사들을 죽이기 시작했다. 북한 정치 보위부는 정백을 '기회주의자의 표본이자, 잔인한 인민재판으로 민심을 교란시킨 죄'로 책임을 물어 처형해 버리기도 했다.
그러나 국민보도연맹에 가입한 이들은 극좌에서 우익으로 전향한 정치사상범들이었기 때문에 공산주의계열에서 낙인 찍힌 자들로 구성되거나 혹은 사상에 관련없이 배급을 타기 위한 목적으로 가입한 민간인들이 많았기 때문에 다양한 상황을 고려해야 한다. 또한, 개전 바로 다음 날부터 보도연맹원들이 연행된 사실도 있다.
보도연맹 입안 추진자였던 오제도 전직 사상검사는 1999년 11월 시사저널과의 인터뷰에서 "보도연맹 학살은 정부의 커다란 잘못으로 이제 정부가 보도연맹 가입자들의 억울한 죽음을 공식 확인해 범국가 차원에서 위령제를 올릴 때가 되었다고 본다."며 보도연맹 학살은 정부의 커다란 과오라고 시인했다. 오제도에 의하면 "보도연맹 가입자들이 당시 이승만 정부가 우려했던 것과는 달리 서울에서 개전 3일만에 인민군이 진주하면서 많은 군경, 극우 가족들이 피난을 가지 못해 숨어 있는 경우가 많았다. 그 때 보도연맹 가입자들이 적극적으로 도와서 그들이 인민재판에 넘어가 처형될 수 있는 상황들을 막아주고 변호도 해주는 일들이 많았기 때문에 많은 사람들이 살아남을 수 있었다. 그걸 보더라도 전국 각지의 보도연맹 가입자들이 북한 인민군에 동조할지 모른다는 이유 하나만으로 집단학살 당한 것은 잘못된 판단"이었다고 주장했다.
한편, 보도연맹 학살을 이승만이 지시한 직접적 증거는 아직 확인된 바 없다. 다만, 이승만이 '경찰의 예비 검속은 공표하지 말라'고 명령한 기록이 있다, 이러한 지시가 학살을 은폐할 의도였다는 주장과, 단지 혼란을 막으려 한 의도였다는 주장이 대립하고 있다. 대한민국 현대사에 발생한 이러한 비극적 사건에 대해 이렇게 정치적 입장에 따른 찬반 논쟁이 지속되고 있다는 사실은, 여전히 이 사건을 과거의 문제로만 치부할 수 없음을 단적으로 보여주고 있다. 학계와 정부 차원의 보다 적극적인 진실 규명의 노력이 필요하다.

### 영화와 문학에서의 언급
남한에서 학살된 보도연맹원은 현재 조사에서 20만~50만 명으로 추산되고 있다. 오랜 기간 대한민국 정부에서 보도연맹 언급을 은폐하고 금기로 여겼기 때문에 숨겨져 왔지만, 21세기에 들어 영화《태극기 휘날리며》에서 중요 장면으로 등장하는 등 논의가 확산되었다. 조정래의 역사 소설《태백산맥》, 전 문화부 장관이자 영화 감독인 이창동의 소설《소지(燒紙)》에서도 소재 중 하나로  다루었다. 구자환 감독의 다큐멘터리 <레드 툼>은 국민보도연맹 학살사건을 본격적으로 다루었다.

### 2008년노무현대통령의 사과
2008년 1월 24일에 당시 대한민국 대통령인 노무현은 현직 대통령으로서 최초로 '과거 정부의 공권력에 의한 불법적인 양민학살 행위'로 인정하여 보도연맹 사건으로 희생된 유가족들에게 공식적으로 위로와 사과의 뜻을 밝혔다.

### 외신보도
진실화해위는 2009년 12월 28일 "한국전쟁 발발 후 1950년 8월까지 마산지구 CIC, 마산육군헌병대, 마산·진해 경찰서 소속 경찰이 마산과 창원 관래 보도연맹원과 예비검속 대상자들을 소집해 마산 앞 바다 등지에서 집단 희생시켰다"고 설명했다.
한편, 외신에 미국 《로스앤젤레스 타임스》가 진실화해를 위한 과거사정리위원회(진실화해위)의 ‘국민보도연맹 사건’ 조사 작업을 소개한 뒤, 사설에 '진실 규명 작업이 끝까지 이루어져야 한다.'고 촉구했다.

### 위령제
오늘날, 매년 보도연맹 사건으로 집단 희생된 민간인들에 대한 합동 위령제를 열고 있다.

## 같이 보기
- 보도연맹
- 한국 전쟁
- 국민방위군사건
- 문경 양민학살 사건
- 킬링필드